# Bataille de la Birse
La bataille de la Birse, connue aussi sous le nom de bataille de Saint-Jacques sur la Birse, opposa les Suisses aux Français le 26 août 1444.

## Contexte
Cette bataille se déroule dans un contexte troublé pour la Suisse, puisqu'elle est en proie à une guerre civile entre le canton de Zurich et ses sept autres cantons (Ancienne guerre de Zurich). Les causes de cette guerre interne sont les tensions liées à la succession du comté de Toggenburg après la mort en 1436 du dernier comte, Friedrich VII von Toggenburg. En 1440, Zurich est expulsée de la Confédération et la guerre entre confédérés suisses est déclarée. Pour tenter de renverser la situation, les Zurichois concluent une alliance avec Frédéric III du Saint-Empire de la maison des Habsbourg. Les Habsbourg tentent dès lors de profiter de ce contexte pour réaffirmer leur position en Suisse, position qui avait été mise à mal par les précédentes bataille de Morgarten (1315) et de Sempach (1386) au cours du siècle précédent.
Le 22 juillet 1443, les troupes zurichoises sont vaincues lors de la bataille de St. Jakob an der Sihl et Zurich est assiégée. Frédéric III du Saint-Empire Romain Germanique demande alors au roi de France, Charles VII, d'attaquer les Confédérés anti-zurichois. La France, ayant de son côté signé une trêve avec l'Angleterre, ne sait pas comment se débarrasser des milliers de soldats mercenaires, surnommés les Écorcheurs, qui se trouvent sur son territoire et qui le mettront à feu et à sang s'ils se trouvent sans occupation. Le roi de France, saisissant l'occasion qui lui est offerte par Frédéric, envoie ses Écorcheurs en Alsace et en Suisse pour mettre au pas les Suisses et les villes alsaciennes, ceci à la demande des Habsbourg, souverains formels de l'Alsace et des confédérés. Le royaume de France envoie donc en renfort, via Bâle et en direction de Zurich, environ 30 000  à   40 000 mercenaires armagnacs sous le commandement du Dauphin.  
Les villes alsaciennes, groupées en ligue, font alliance avec les Suisses anti-zurichois.

## La bataille
L'armée des Armagnacs ou des « Gugler » comme on les a appelés en Alsace et en Suisse à cause de leurs casques en forme de capuchon (Guggel en allemand), était forte de trente à quarante mille mercenaires, lesquels endurcis par la guerre de Cent Ans contre l'Angleterre incluaient aussi des tireurs d'arcs écossais connus comme les meilleurs de leur temps. Sous le commandement du dauphin du roi de France, ils marchent vers Bâle pour secourir Zurich des confédérés. La bataille se déroula en quatre phases : les Confédérés gagnèrent d'abord un combat contre l'avant-garde près de Pratteln, puis ils vainquirent une unité d'Armagnacs près de Muttenz. Après qu'ils eurent traversé la Birse, le combat principal s'engagea près de Gundeldingen et les troupes confédérées furent repoussées par l'ennemi, en supériorité numérique écrasante, puis anéanties lors du combat final près de la maladrerie de Saint-Jacques-sur-la-Birse. Bâle tenta vainement un dégagement. 
Récit détaillé :  
Les Suisses envoient donc à la rencontre des français 1 300 jeunes guerriers qui proviennent de la garnison de Farnsburg, à ces jeunes éclaireurs se rajoutent 200 Bâlois de Bâle-Campagne. Ce Vorhut ou éclaireurs ont des ordres très stricts qui sont de ne pas attaquer les Armagnacs, et d'attendre l'arrivée des 20 000 soldats suisses. Mais les 1 500 éclaireurs suisses sont jeunes et indisciplinés. Excités par leurs victoires successives de Pratteln et de Muttenz, ils poussent leurs capitaines à l'attaque immédiate contre le gros de l'armée française, forte de trente mille hommes et connue comme une des plus puissantes d'Europe. 
Voulant amener la garnison bâloise à sortir de la ville pour aider les Suisses, ceci afin de pénétrer dans l'enceinte, la puissante cavalerie des Écorcheurs, sous le commandement de Jean V de Bueil, attaque frontalement la phalange suisse sur un plateau se trouvant à un kilomètre de la ville et à la vue des Bâlois (près de la Birse) ; des milliers de soldats bâlois (Bâle-Ville) sortent alors de la ville pour venir appuyer leurs alliés. La colonne bâloise, tombée dans le piège, aperçoit cependant une forte armée d'Écorcheurs commandée par le dauphin Louis qui se prépare à attaquer la ville. Les Bâlois ont tout juste le temps de se replier et de refluer pèle-mêle dans l'enceinte de la ville, abandonnant la phalange suisse à son sort. 
Les 1500 éclaireurs suisses réalisent assez vite leur erreur tactique : ils ont attaqué en croyant qu'ils bénéficieraient du soutien des Bâlois. Ils décident pourtant de se battre jusqu'à la mort, refusant à plusieurs reprises de se rendre. 
Après dix heures d'une bataille acharnée et le massacre des 1 500 Confédérés, le dauphin, réalisant avoir perdu un trop grand nombre de ses mercenaires endurcis contre ce faible nombre de jeunes soldats suisses, abandonna le projet de secourir Zurich et se retira de la Suisse. [Information douteuse]

## Bilan
L'occasion de prendre la ville de Bâle fut donc perdue pour le dauphin. Ayant refusé de se rendre à plusieurs reprises, 1 200 Suisses furent tués. Cette victoire française aurait coûté la vie à 2 000 Écorcheurs. 
Le dauphin conclut la paix avec Bâle et les Confédérés le 28 octobre 1444 à Ensisheim (Alsace). Ses troupes ne quittèrent l'Alsace qu'au printemps 1445 après l'avoir dévastée.
Cette bataille contribua  à la réputation des mercenaires suisses en Europe et surtout en France. Impressionné par la qualité et la force téméraire des jeunes éclaireurs suisses, le dauphin devenu roi de France sous le nom de Louis XI sera le premier à engager des bandes suisses, puis, pour sa protection personnelle, des gardes suisses. 
Cette bataille allait aussi influencer les futurs stratèges militaires suisses : la défense du territoire suisse par la peur que l'envahisseur a de se voir infliger des dégâts disproportionnés vis-à-vis des bénéfices d'une éventuelle victoire sera par la suite théorisée comme arme de dissuasion. 
En mars 1446, après la bataille de Ragaz, les belligérants confédérés sont exténués par la guerre civile entre Zurich et les cantons fondateurs et une paix préliminaire est conclue. Un cessez-le-feu a lieu le 12 juin 1446. En 1450, la paix d'Einsiedeln est signée. Zurich récupère presque toutes ses possessions et réintègre la Confédération mais doit en contrepartie mettre un terme à son alliance avec l'Autriche des Habsbourg. La confédération sort de ce conflit renforcée : elle a vaincu Zurich politiquement, et par son intermédiaire les Habsbourg, et amené la France à battre en retraite.
Il n'est pas certain que le dauphin du roi de France ait eu sérieusement l'intention d'attaquer les Confédérés et d'aller jusqu'à Zurich : il s'agissait plutôt d'occuper ses mercenaires et de leur donner à piller les villes d'Alsace et de Bâle en attendant la reprise des hostilités avec l'Angleterre. On ne peut cependant s'empêcher de penser que si les Suisses ne s'étaient pas battus aussi vaillamment, les mercenaires armagnacs ne se seraient probablement pas contentés de l'unique pillage de l'Alsace. Ce n'est qu'au XIXe siècle qu'on se mit à interpréter la bataille comme une défense héroïque de Bâle et de la Suisse et à la commémorer solennellement.